# Вальдфиртель
Вальдфиртель (нем. Waldviertel de-AT; бав. Woidviadl; чеш. Lesní čtrvť — «Лесной квартал») — северо-западный регион в федеральной земле Нижняя Австрия, Австрия. Граничит с юга с рекой Дунай, с юго-запада — с Верхней Австрией, с северо-запада и севера — с Чехией, а с востока отделён от региона Вайнфиртель горой Манхартсберг (537 м.). Геологически относится к Чешскому массиву. На юге расположены винодельческие регионы Вахау и Камталь.

## Административное деление
К Вальдфиртелю относятся следующие округа Нижней Австрии:
- Кремс
- Хорн
- Вайдхофен-ан-дер-Тайя
- Гмюнд
- Цветль
- северная часть округа Мельк
- статутный город Кремс-ан-дер-Донау

## Экономика
Северная часть Вальдфиртеля с XIV века была центром лесного стеклоделия в Богемии. Местные пески исторически служили сырьём для производства стекла, особенно цветного.